# Шоколад (роман)
«Шокола́д» (англ. Chocolat) — роман Джоанн Харрис, написанный в 1999 году. Он рассказывает историю молодой матери-одиночки Вианн Роше, которая приехала во французский городок Ланскне-су-Танн в начале поста с её шестилетней дочерью, Анук. Вианн приехала открыть магазин сладостей — «Небесный миндаль» на площади напротив церкви. Во время традиционного поста и самоотречения она мягко изменила жизнь селян, которые стали её посещать, открывая для себя магию шоколада.
Харрис позже сказала, что некоторые персонажи были списаны с реальных людей: её дочь стала прототипом Анук, включая её воображаемого кролика Пантуфля. Волевая и независимая прабабушка Харрис повлияла на характеры Вианн и Арманды.

## Сюжет
Вианн Роше с дочерью Анук приезжают в небольшой французский городок Ланскне-су-Танн, чтобы открыть магазин сладостей «Небесный миндаль». Пастор городка Франсис Рейно был изначально в недоумении по их прибытии, потому что Великий пост только начался, но его растерянность быстро превратилась в гнев, когда он понял, что Вианн живёт по опасным убеждениям, не подчиняющимся церкви.
Вианн, как мы узнаем из её личных мыслей, — ведьма, хотя она нечасто использует свои способности. Её мать и она были странниками. Мать Вианн стремилась воодушевить такую же потребность в свободе в своей дочери, но она была более социальна и пассивна. Они родились с магическими способностями, но использовали своего рода «домашнюю магию», чтобы зарабатывать себе на жизнь. На протяжении всей своей жизни Вианн бежала от «Черного Человека», повторяющегося мотива в фольклоре её матери. После того как её мать погибла под колёсами такси, Вианн решила уклониться от таинственной силы ветра и жить нормальной жизнью.
Шоколадный магазин — это давняя мечта Вианн. Она обладает врожденным талантом кондитера. Используя «бытовую магию», она помогает своим клиентам. Она начинает создавать группу постоянных клиентов и, к ужасу Рейно, не собирается выходить из игры.
Рейно пытается заставить Вианн бежать из города и для этого рассказывает о ней каждое воскресенье во время проповеди. Его конфликт с ней становится его личным крестовым походом. Вианн, однако, объявляет «грандиозный фестиваль шоколада», который состоится в пасхальное воскресенье.

## Персонажи
- Вианн Роше, мать Анук, ворвавшаяся в размеренную жизнь городка Ланскне-су-Танн, чтобы открыть шоколадный магазин. Она описывается как высокая женщина, с черными вьющимися волосами, «темными глазами, которые почти сливаются со зрачками», прямыми брови, которые бы делали её лицо суровым, если бы не большой рот. Её любимый аромат — аромат мимозы. Она любит Анук очень сильно, и её самый большой страх заключается в том, что их разлучат. Она общительная и очаровательная, но слишком упрямая. Она также хорошо знает людей и обладает превосходной интуицией.
- Франсис Рейно — священник. Он пытается заставить Вианн и её дочь уехать, так как он считает её магазин неуместным. Он приходит к убеждению, что она является помощником Сатаны. Его отличает сильное чувство достоинства, которое иногда может ошибочно приниматься за гордость, и одержимость соблюдением правил.
- Анук Роше, дочь Вианн. Она не по годам умна, и у неё есть воображаемый друг, кролик по имени Пантуфль.
- Жозефина Мускат (Бонне) — жена Поля-Мари Муската. В начале книги предстает перед читателями как молчаливая, запуганная мужем, женщина. У неё появилась надежда, когда Вианн предложила ей дружбу, и это ей помогло уйти от мужа. Вианн помогла ей с работой и жильём, утверждая, что, если она покинет город, она никогда не перестанет бежать. Под её руководством Жозефина преображается, становясь сильнее и увереннее в себе.
- Поль-Мари Мускат — муж Жозефины, который использовал её как слугу. Он много пьет и поднимает руку на жену. Из-за желания отомстить жене и Вианн, он поджигает лодки цыган, однако человеческих жертв удается избежать.
- Арманда Вуазен, мать Кэролайн Клэрмонт, является первым человеком, которому помогла Вианн. Они становятся друзьями из-за сходства в характерах и мировоззрении. Вианн помогает Арманде воссоединиться с внуком, а Люк и Арманда помогают Вианн после сильной проповеди Рейно. Она имеет сильное презрение к Рейно и некоторым жителям, слепо следующим за ним, и она назвала их 'фанатиками Библии'.
- Каролина Клермон,  одна из вышеупомянутых 'фанатиков Библии'. У неё плохие отношения с матерью, в результате которых появился запрет на встречи с Люком. Она быстро указывает на чужие ошибки, но не видит собственных и редко делает что-либо, не ожидая чего-то взамен.
- Люк Клермон — сын Каролины Клермон, которого она излишне опекает.
- Гийом Дюплесси — пожилой джентльмен, преданный своей больной собаке, Чарли.
- Нарсисс — местный фермер и флорист.
- Ру (Мишель) — речной цыган, который знаком с Армандой, Вианн и Анук.
- Зезетт и Бланш — речные цыгане.

## Прием
Чарльз де Линт похвалил роман, говоря: «Проза Джоанн Харрис — это абсолютный восторг!» — и добавил, что «Шоколад» — это как «Шоколад на крутом кипятке», но написан он с европейским, а не латиноамериканским вкусом. 
Книга выиграла премию Creative Freedom (2000) и награду Whittaker Gold и Platinum Awards (2001, 2012). Она была номинирована на премию Whitbread и Award Scripter Award (2001).
Книга была переведена примерно на 40 языков.

## Антураж
Ланскне-су-Танн является вымышленным городком в регионе Юго-Западной Франции, расположенным на (воображаемой) реке Танн, и описывается как «точка на скоростной трассе между Тулузой и Бордо». Небольшая сельская община в несколько сотен человек — это социальная среда романа «Шоколад», а также и поздних романов («Ежевичное вино», «Персики для месье ле Куре»). Но есть основания предполагать, что Ланскне-су-Танн был списан с города Нерака на берегу реки Баиз, где Харрис провела часть своего детства, и что очень близко к маленькой деревне под названием Виен (Вианн Роше, главная героиня книги).
Большинство жителей — пожилые люди; молодежь в основном переехала в большие города в поисках работы. Это старый бастид, который сохраняет крепость менталитета своего прошлого: чужаки не приветствуются; старые обиды задерживаются; жители окрестных деревень видятся как враги. Приезд матери-одиночки, которая не посещает церковь, вызывает небольшой скандал.

## Экранизация
Экранизация была выпущена в 2000 году режиссёром Лассе Халстром. В главных ролях Жюльет Бинош, Джуди Денч, Альфред Молина, Лена Олин и Джонни Депп. Он был номинирован на 8 кинонаград и 5 Оскаров.

## Продолжение
Продолжение романа «Шоколад», под названием «Леденцовые туфельки» (переименованный в США в «Девушку без тени»), было опубликовано в 2007 году. Ещё одна глава в истории Вианн, «Персики для месье ле Куре» («Персики для отца Фрэнсиса» в США), вышла в 2012 году.
В 2019 году было опубликовано четвёртое произведение в цикле, под названием «Земляничный вор».